# Václav Provazník
Václav Provazník (31. prosince 1914 Pardubice – 3. srpna 2003 Pardubice) byl ligový fotbalista a poté fotbalový trenér.

## Hráčská kariéra
Od dorosteneckých let hrál za SK Pardubice a po postupu tohoto týmu do 1. ligy v sezóně 1936/1937 si na pardubickém stadionu zahrál i nejvyšší soutěž. V sezóně 1937/1938 nastoupil v pěti utkáních, ve kterých vstřelil dvě branky. V roce 1939 přestoupil tento útočník do týmu městského rivala AFK Pardubice, kde hrál dalších 11 let. Hráčskou kariéru zakončil v roce 1952 v dalším pardubickém klubu, v Jiskře Semtín.

## Ligová bilance
| Ročník              | Zápasy | Góly | Klub         |
| ------------------- | ------ | ---- | ------------ |
| Státní liga 1937/38 | 5      | 2    | SK Pardubice |
| CELKEM 1. liga      | 5      | 2    |              |

## Trenérská kariéra
Záhy po skončení hráčské kariéry začal kariéru trenérskou. První roky trénoval Jiskru Semtín, vedl také výběr Východočeského kraje. V Tesle Pardubice, dřívějším AFK, kde dlouhé roky působil jako hráč, se věnoval nejdříve mládeži a poté i týmu dospělých. Na jaře roku 1968 převzal tým VCHZ Pardubice, se kterým vybojoval postup do 1. ligy. V sezóně 1968/1969 byl trenérem tohoto účastníka nejvyšší soutěže. V civilním zaměstnání byl úředníkem krajské správy státní spořitelny, věnoval se ale také práci sportovního novináře.